# 吴官田站
吴官田站是位于云南省曲靖市马龙县吴官田村的一个铁路车站，邮政编码655102。车站建于1960年，有贵昆铁路经过该站，现办理客货运业务，车站及其上下行区间均已电气化。车站距离贵阳站514公里，隶属昆明铁路局曲靖车务段，是四等站。